# Belgische kampioenschappen atletiek 1939
De Belgische kampioenschappen atletiek 1939 alle categorieën voor de mannen vonden op 30 juli en 6 augustus plaats in het Heizelstadion in Brussel. De 3000 m steeple werd niet gehouden.
De kampioenschappen voor vrouwen werden op 30 juli gehouden in het Josaphatpark in Schaarbeek.

## Uitslagen

### 100 m
| rang   | atleet            | prestatie |
| ------ | ----------------- | --------- |
| Goud   | Julien Saelens    | 10,9 s    |
| Zilver | Dieudonné Guthy   | 11,0 s    |
| Brons  | Albert De Doncker |           |

| rang   | atlete            | prestatie |
| ------ | ----------------- | --------- |
| Goud   | Anna Van Rossum   | 14,0 s    |
| Zilver | Catherine Stevens |           |
| Brons  | Jeanne Pousset    |           |

### 200 m
| rang   | atleet          | prestatie |
| ------ | --------------- | --------- |
| Goud   | Julien Saelens  | 22,0 s    |
| Zilver | Dieudonné Guthy | 22,3 s    |
| Brons  | Roger Siroul    | 22,5 s    |

| rang   | atlete          | prestatie |
| ------ | --------------- | --------- |
| Goud   | Jeanne Pousset  | 27,0 s    |
| Zilver | Juliette Segers |           |
| Brons  | Mimi Simon      |           |

### 400 m
| rang   | atleet                  | prestatie |
| ------ | ----------------------- | --------- |
| Goud   | Julien Diamant          | 49,7 s    |
| Zilver | Piet Smet               | 50,5 s    |
| Brons  | Constant Van den Broeck | 51,4 s    |

### 800 m
| rang   | atleet             | prestatie |
| ------ | ------------------ | --------- |
| Goud   | René Geeraert      | 1.56,6    |
| Zilver | Fernand Watticant  | 1.57,7    |
| Brons  | Julien Van Lancker | 1.59,6    |

| rang   | atlete           | prestatie |
| ------ | ---------------- | --------- |
| Goud   | Denise Andrès    | 2.42,0    |
| Zilver | Colette Houet    |           |
| Brons  | Germaine Lormiez |           |

### 1500 m
| rang   | atleet         | prestatie |
| ------ | -------------- | --------- |
| Goud   | Ward Schroeven | 4.00,4    |
| Zilver | Marcel Rajon   | 4.04,0    |
| Brons  | Henri Paepen   | 4.04,8    |

### 5000 m
| rang   | atleet         | prestatie |
| ------ | -------------- | --------- |
| Goud   | Ward Schroeven | 15.06,4   |
| Zilver | Bert Hermans   | 15.31,0   |
| Brons  | Albert Scheirs | 15.33,8   |

### 10.000 m
| rang   | atleet              | prestatie |
| ------ | ------------------- | --------- |
| Goud   | Albert Scheirs      | 32.28,2   |
| Zilver | Frans Van der Steen | 32.35,2   |
| Brons  | Robert Nevens       | 34.05,8   |

### 110 m horden/80 m horden
| rang   | atleet           | prestatie |
| ------ | ---------------- | --------- |
| Goud   | Pol Braekman     | 15,4 s    |
| Zilver | Piet Van de Sype | 15,7 s    |
| Brons  | R. Lemaire       | 17,5 s    |

| rang   | atlete | prestatie |
| ------ | ------ | --------- |
| Goud   |        |           |
| Zilver |        |           |
| Brons  |        |           |

### 200 m horden
| rang   | atleet            | prestatie |
| ------ | ----------------- | --------- |
| Goud   | Émile Binet       | 25,9 s    |
| Zilver | Henri Regemeutter | 26,6 s    |
| Brons  | Claude Schwarz    | 27,4 s    |

### 400 m horden
| rang   | atleet            | prestatie |
| ------ | ----------------- | --------- |
| Goud   | Jules Bosmans     | 57,2 s    |
| Zilver | Henri Regemeutter | 58,2 s    |
| Brons  | J. Starquit       | 60,8 s    |

### Verspringen
| rang   | atleet         | prestatie |
| ------ | -------------- | --------- |
| Goud   | Émile Binet    | 6,76 m    |
| Zilver | Pierre Faniel  | 6,69 m    |
| Brons  | René De Vilder | 6,64 m    |

| rang   | atlete            | prestatie |
| ------ | ----------------- | --------- |
| Goud   | Catherine Stevens | 4,98 m    |
| Zilver | Jeanne Pousset    | 4,97 m    |
| Brons  | Anna Van Rossum   | 4,77 m    |

### Hink-stap-springen
| rang   | atleet           | prestatie |
| ------ | ---------------- | --------- |
| Goud   | René De Vilder   | 13,76 m   |
| Zilver | Jean Huylebroeck | 13,19m    |
| Brons  | P. Benoit        | 12,63 m   |

### Hoogspringen
| rang   | atleet             | prestatie |
| ------ | ------------------ | --------- |
| Goud   | Jacques Buxant     | 1,80 m    |
| Zilver | François Chartrier | 1,75 m    |
| Brons  | E. Dutrifroy       | 1,75 m    |

| rang   | atlete            | prestatie |
| ------ | ----------------- | --------- |
| Goud   | Catherine Stevens | 1,50 m    |
| Zilver | Anna Van Rossum   | 1,35 m    |
| Brons  | Paula De Trogh    | 1,30 m    |

### Polsstokhoogspringen
| rang   | atleet                 | prestatie |
| ------ | ---------------------- | --------- |
| Goud   | François Van Audenrode | 3,40 m    |
| Zilver | Joseph Luyten          | 3,30 m    |
| Brons  | Jean Noirhomme         | 3,20 m    |

### Kogelstoten
| rang   | atleet            | prestatie |
| ------ | ----------------- | --------- |
| Goud   | René Vande Voorde | 12,90 m   |
| Zilver | Jan Vande Voorde  | 12,565 m  |
| Brons  | Jacques Buxant    | 12,43 m   |

| rang   | atlete                | prestatie |
| ------ | --------------------- | --------- |
| Goud   | Anna Van Rossum       | 8,38 m    |
| Zilver | Rachel Donvil         | 7,68 m    |
| Brons  | Christiane Dubucquoit | 7,62 m    |

### Discuswerpen
| rang   | atleet            | prestatie |
| ------ | ----------------- | --------- |
| Goud   | Simon Masson      | 39,23 m   |
| Zilver | René Vande Voorde | 39,22 m   |
| Brons  | Albert Arnould    | 37,25 m   |

| rang   | atlete              | prestatie |
| ------ | ------------------- | --------- |
| Goud   | Jenny Toitgans      | 26,75 m   |
| Zilver | Jeanne Vanderhaegen | 25,75 m   |
| Brons  | Céline Polspoel     | 22,05 m   |

### Speerwerpen
| rang   | atleet          | prestatie |
| ------ | --------------- | --------- |
| Goud   | Émile Ninnin    | 53,70 m   |
| Zilver | Arthur Fontaine | 52,17 m   |
| Brons  | M. Maigret      | 51,74 m   |

| rang   | atlete          | prestatie |
| ------ | --------------- | --------- |
| Goud   | Jeanne Pousset  | 24,37 m   |
| Zilver | Jenny Toitgans  | 23,96 m   |
| Brons  | Elza Vandevelde | 22,22 m   |

1889 · 
1890 · 
1891 · 
1892 · 
1893 · 
1894 · 
1895 · 
1896 · 
1897 · 
1898 · 
1899 · 
1900 · 
1901 · 
1902 · 
1903 · 
1904 · 
1905 · 
1906 ·
1907 ·
1908 · 
1909 · 
1910 · 
1911 · 
1912 · 
1913 · 
1914 · 
1919 · 
1920 · 
1921 · 
1922 · 
1923 · 
1924 · 
1925 · 
1926 · 
1927 · 
1928 · 
1929 · 
1930 · 
1931 · 
1932 · 
1933 · 
1934 · 
1935 · 
1936 · 
1937 · 
1938 · 
1939 · 
1940 · 
1941 · 
1942 · 
1943 · 
1944 · 
1945 · 
1946 · 
1947 · 
1948 · 
1949 · 
1950 · 
1951 · 
1952 · 
1953 · 
1954 · 
1955 · 
1956 · 
1957 · 
1958 · 
1959 · 
1960 · 
1961 · 
1962 · 
1963 · 
1964 · 
1965 · 
1966 · 
1967 · 
1968 · 
1969 · 
1970 · 
1971 · 
1972 · 
1973 · 
1974 · 
1975 · 
1976 · 
1977 · 
1978 · 
1979 · 
1980 · 
1981 · 
1982 · 
1983 · 
1984 · 
1985 · 
1986 · 
1987 · 
1988 · 
1989 · 
1990 · 
1991 · 
1992 · 
1993 · 
1994 ·
1995 · 
1996 · 
1997 · 
1998 · 
1999 · 
2000 · 
2001 · 
2002 · 
2003 · 
2004 · 
2005 · 
2006 · 
2007 · 
2008 · 
2009 · 
2010 · 
2011 · 
2012 · 
2013 · 
2014 · 
2015 · 
2016 · 
2017 · 
2018 · 
2019 · 
2020 · 
2021 · 
2022 · 
2023 · 
2024